# Міжнародні відносини Грузії
Грузія стратегічно розташована між Чорним морем, Росією та Туреччиною. Вона зв'язує чорноморський регіон із Кавказом та більш загальним Каспійським регіоном, та водночас є буфером між Росією та Туреччиною. У Грузії довга та важка історія взаємин із Росією, та при тому Грузія намагається вибудувати відносини з іншими сусідами та геополітично переорієнтуватись на Захід у пошуках альтернатив та можливостей. Вона підписала договір про партнерство та співробітництво з Європейським союзом, бере участь в програмі Партнерство заради миру та сприяє іноземним інвестиціям. Франція, Німеччина, Південна Корея, Велика Британія та Сполучені Штати усі мають посольства у Тбілісі. У 2004-2008 роках Грузія прагнула вступити до НАТО, проте їй довелось відкинути ці прагнення через заперечення Росії.
Грузія є членом ООН, Ради Європи та ОБСЄ. Через своє стратегічне розташування, Грузія є як в російській, так і в американській сферах впливу, проте грузинсько-російські відносини є найгіршими з часів Радянсько-грузинської війни через Російсько-грузинську війну 2008 року. Внаслідок вторгнення, Грузія розірвала зв'язки з Росією та покинула СНД.

## 80-90 роки
У другій половині 1980-х pp. у республіці розпочався процес національно-державного відродження, що стрімко прискорився після того, як 9 квітня 1989 р. масова демонстрація в Тбілісі була розстріляна радянськими військами. У жовтні 1990 р. в Грузії відбулися перші в СРСР вільні парламентські вибори на багатопартійній основі, на яких перемогу здобула коаліція «Круглий стіл» на чолі з колишнім дисидентом 3. Гамсахурдіа, який був обраний головою Верховної Ради Грузинської PCP. 3. Гамсахурдіа взяв курс на створення унітарної грузинської держави, що викликало спротив абхазької і південноосетинської автономій.

## 1990-ті роки

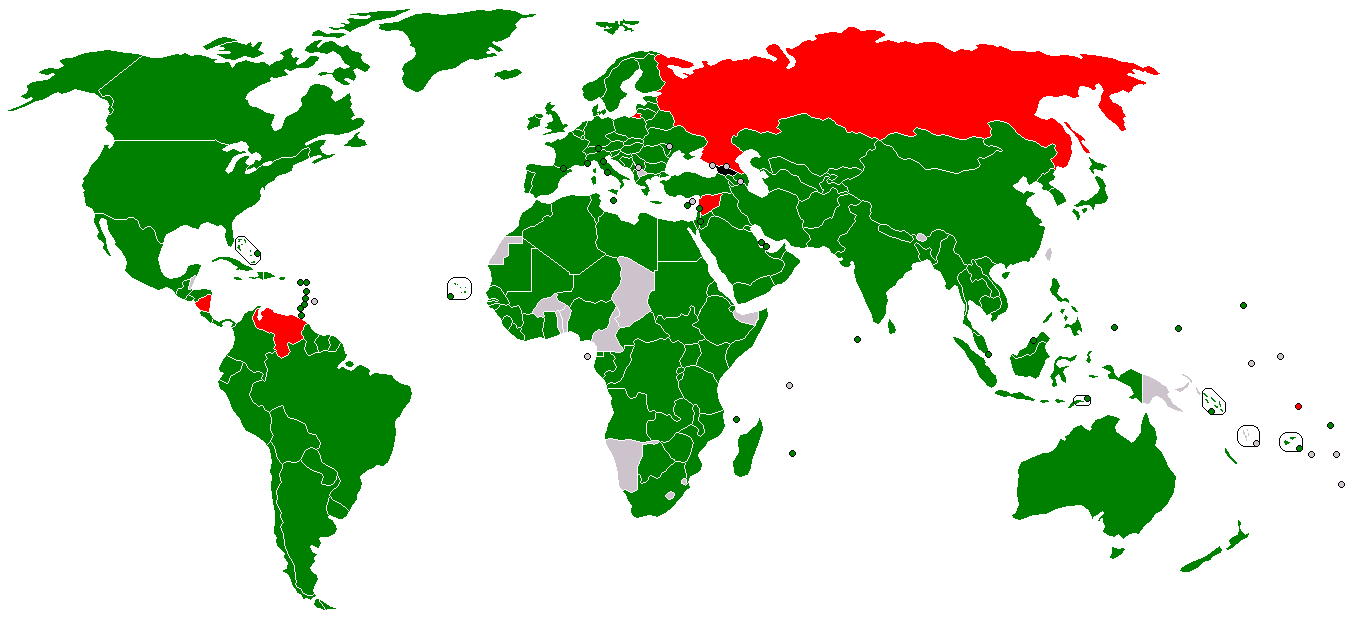

У березні 1991 р. було проведено всегрузинський референдум, 93 % учасників якого висловилися за відновлення державної незалежності Грузії. У річницю розстрілу демонстрації в Тбілісі 9 квітня 1991 р. Верховна Рада Грузинської PCP ухвалила Акт про відновлення державної незалежності Грузії, визнавши дійсними Акт про незалежність Грузії 1918 р. і Конституцію Грузії 1921 р. Наприкінці квітня 1991 р. Верховна рада Грузії прийняла нову конституцію держави, а 26 травня 1991 р. на перших вільних президентських виборах переконливу перемогу здобув 3. Гамсахурдіа, отримавши майже 87 % голосів виборців.
У грудні 1991 — січні 1992 р. внаслідок збройного конфлікту в Тбілісі стався державний переворот. Загони опозиції на чолі з Джабою Іоселіані і Тенгізом Кітовані, по суті, привели до влади колишнього очільника грузинської компартії і міністра закордонних справ СРСР доби перебудови Едуарда Шеварднадзе, який у березні 1992 р. обійняв посаду голови Державної ради Грузії, а в жовтні 1992 р. був обраний головою парламенту республіки.

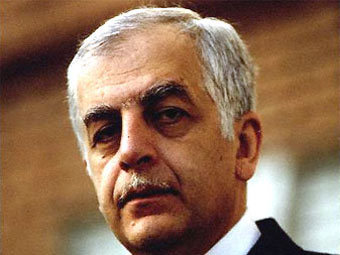
Гамсахурдіа Звіад Костянтинович

Законно обраний президент 3. Гамсахурдіа залишив столицю і весною 1992 р. повернувся на батьківщину в Мінгрелію (Східна Грузія), звідки почав партизанську війну проти уряду Е. Шеварднадзе. Мінгрельські підрозділи 3. Гамсахурдіа використали частину території східної Абхазії як головну базу в протистоянні з урядовими військами, провокуючи їх вторгнення у східну Абхазію. А це у свою чергу могло викликати нове громадянське протистояння, у якому абхазький уряд виступив би проти центрального уряду в Тбілісі. Восени 1993 р. 3. Гамсахурдіа здійснив ще одну спробу повернути владу, але в січні 1994 р. його було убито за нез'ясованих обставин.
За складної внутрішньої ситуації режим Е. Шеварднадзе потребував підтримки ззовні. У жовтні 1993 р. Грузія подала заяву на вступ до СНД, а 1 березня 1994 р. парламент республіки незначною більшістю голосів ратифікував відповідні угоди. Вступ Грузії до СНД посприяв припиненню грузинсько-абхазького протистояння. У травні 1994 р. за посередництва ООН і Росії сторони уклали угоду про припинення вогню і створення 24-кілометрової зони безпеки, до якої введено миротворчі контингенти ООН і Російської Федерації. У 1995 р. укладено грузинсько-російську угоду «Про правовий статус російських баз в Грузії», згідно з якою Москва зобов'язувалась надавати Тбілісі додаткову військову допомогу. Усе це зміцнило позиції режиму Е. Шеварднадзе. У 1995 р. парламент країни ухвалив конституцію, у якій поновлено посаду президента. 5 листопада 1995 р. президентом Грузії обрано Е. Шеварднадзе.
Грузія не багата на ресурси, але має значний транспортний і транзитний потенціал. Уже під час вірменсько-азербайджанського протистояння в Нагірному Карабасі вона як нейтральна сторона конфлікту стала головним транспортним партнером і для Вірменії, і для Азербайджану. Чорноморські порти й автошляхи Грузії, а також залізнична магістраль до Туреччини, стали важливими термінальними пунктами кавказької ділянки так званого західно-східного транспортного коридору. Водночас серйозним транспортним ускладненням для самої Грузії залишаються її комунікації в північному напрямі, заблоковані бунтівною Абхазією.

## Відносини між Росією та Грузією
Ставши важливим транзитером каспійської нафти, що транспортується трубопроводом Баку — Джейхан, Грузія неминуче ставала конкурентом Росії, що прагнула не допустити виникнення маршрутів транспортування нафти з Каспію в обхід її території. Попри те, що 1995 р. Міжнародний нафтовий консорціум прийняв компромісне рішення про транзит азербайджанської нафти ще й у напрямку російського порту Новоросійськ, офіційний Кремль це не цілком вдовольнило. Як і те, що 1997 р. Грузія вступила до ГУАМ — об'єднання пострадянських республік, створеного для розвитку широкого транспортного коридору між Сходом і Заходом, яке Кремль одразу ж кваліфікував як антиросійське.
Поступово в грузинсько-російських відносинах нагромадилась низка інших проблем. Головною з них стало потурання Росії сепаратистським режимам у Сухумі й Цхінвалі. У зв'язку із цим, починаючи з 1996 р., центральною темою грузинсько-російської дискусії стало питання перебування російських військових баз на території Грузії. Попри те, що за угодою 1995 р. Росія отримала 25-літнє право володіння базами, парламент Грузії не ратифікував цієї угоди, що дозволило офіційному Тбілісі вимагати виведення російських баз з грузинської території. У листопаді 1999 р. на саміті ОБСЄ в Стамбулі Росія і Грузія підписали угоду про поступове скорочення російської військової присутності в Грузії, однак Москва не поспішала її виконувати, що сприяло поглибленню напруженості у двосторонніх взаєминах і розширенню співпраці Грузії з НАТО.
На тому самому стамбульському саміті 1999 р. між Грузією і чотирма державами — Азербайджаном, Казахстаном, Туркменистаном і Туреччиною — було підписано угоду про будівництво так званого Основного експортного нафтопроводу Баку — Тбілісі — Джейхан і транскаспійського газопроводу — проєктів, що підривають монопольні позиції російського нафтопроводу Баку — Новоросійськ у регіоні. Ці угоди, а також грузинсько-російські протиріччя щодо Чечні, що призвели до введення офіційною Москвою 5 грудня 2000 р. візового режиму для громадян Грузії, у зв'язку з «небезпекою проникнення з грузинської території чеченських терористів», ще більше ускладнили двосторонні відносини.
Президент Е. Шеварднадзе (1995—2003) намагався утримати баланс між США та Росією, однак у відносинах з останньою наростала напруженість через війну в Чечні та ситуацію в Абхазії. Попри те, що основним джерелом нестабільності в Грузії є військові бази Росії, розташовані в Батумі, Ахалкалакі і Гудауті (там розміщений російський контингент Колективних сил СНД з підтримки миру в зоні грузинсько-абхазького конфлікту), російська влада від початку 2000-х рр. звинувачувала грузинське керівництво в тому, що воно прикриває чеченських «сепаратистів» і загрожувала завдати удару по «базах терористів» у Панкіській ущелині Грузії. У відповідь на це Е. Шеварднадзе звернувся до США з проханням розширити надання військової та економічної допомоги, підписав угоду про стратегічне партнерство з НАТО і оголосив про бажання Грузії стати членом НАТО і ЄС. У 2002 р. США направили сотні своїх військовослужбовців для надання допомоги грузинській армії в «анти-терористичних операціях» у Панкісі.
Зовнішньополітичний курс президента М. Саакашвілі (із січня 2004) майже по суті, не зазнав змін, оскільки головна стратегічна мета Грузії — інтеграція до європейської та євроатлантичної спільноти — залишається пріоритетною. Найважливішим партнером Грузії на терені СНД М. Саакашвілі проголосив Україну. Грузинсько-російські відносини після приходу до влади М. Саакашвілі ще більше загострилися навіть попри підписання високопоставленими представниками двох країн 30 травня 2005 р. заяви про початок виведення російських військових баз із Грузії. Погодившись на виведення своїх баз в Батумі і Ахалкалакі у трирічний термін, Росія застерігала Грузію, що вивід її військових сприятиме, мовляв, ескалації етнічних конфліктів у Грузії, як це мало місце в 2005 р. в Самцхе-Джавахеті після виведення 62-ї російської військової бази з Ахалкалакі (тоді, як відомо, спільними зусиллями грузинської і вірменської сторін ескалацію напруженості було зупинено). Нагадування офіційним Кремлем цього епізоду засвідчує побоювання Росії втратити контроль над Грузією зокрема і над державами Закавказзя в цілому, оскільки постачання свого єдиного боєздатного об'єкту на Південному Кавказі — 102-ї бази, дислокованої у вірменському місті Гюмрі, здійснюється росіянами через грузинську територію. Виведення російських військових баз із Грузії не вигідне Кремлю, оскільки порушує єдину систему протиповітряної оборони (ППО) на південному напрямку, оскільки дислоковані в кавказькому регіоні пункти управління російської системи ППО ще з часів СРСР розташовані на території Грузії.
Підписана Тбілісі та Москвою угода передбачає виведення військових баз Росії і штабу Групи російських військ у Закавказзі, розташованого в Тбілісі, до 2009 р. Представники грузинської сторони назвали цей документ «новим етапом у відносинах Москви та Тбілісі» і зазначили, що «Грузія чекала цього дня більш як двісті років». Але експерти вважають, що після виведення баз російська військова присутність у Грузії не тільки не скоротиться, але й набуде легітимного характеру.
Нагадаємо, що Грузія домагається виведення російських баз зі своєї території вже давно. Ще 1999 р. на стамбульському самі-ті ОБСЄ за договором про звичайні збройні сили в Європі Росія взяла на себе зобов'язання до 1 липня 2001 р. розформувати і вивести з території Грузії свої військові бази з Вазіані та Гудаути й узгодити з Грузією терміни й умови функціонування військових баз в Ахалкалакі та Батумі. Однак зобов'язання щодо закриття бази в Гудауті було виконане Росією лише частково (за даними Міністерства оборони Грузії, 300 російських військових продовжують перебувати там донині), а переговори з питань функціонування і виведення двох баз, що залишилися, тривали понад п'ять років. Москва всіма способами намагалася відкласти виведення військ і стверджувала, що зробити це в терміни, на яких наполягав Тбілісі, просто неможливо. Тому підписання двосторонньої Сочинської угоди 31 березня 2005 р. було сприйнято в Грузії з оптимізмом.
Президент країни М. Саакашвілі назвав цей документ «історично важливим», оскільки він «уперше розписує конкретний графік виведення техніки й озброєнь, графік виведення і закриття баз». Грузія в процесі переговорів наполягала, щоб обидві бази були закриті до 2008 р., коли в країні пройдуть парламентські та президентські вибори. Однак Росії вдалося продовжити перебування своїх військових на базі в Батумі ще на один рік.
Однак найбільше занепокоєння у військових експертів викликає інша поступка — разом із Сочинською угодою було підписано «Угоду про організацію транзиту російських військових вантажів і персоналу через територію Грузії». Згідно з нею, Росія протягом наступних п'яти років «здійснюватиме через територію Грузії транзит персоналу і військових вантажів» (зброї, військової техніки та боєприпасів) для «забезпечення діяльності російської військової бази № 102 у Гюмрі» (Вірменія). Інакше кажучи, Грузія стає країною, через яку Росія цілком легально поставлятиме зброю і переправлятиме війська на територію Вірменії — своєї союзниці по ОДКБ. А це може завадити як зміцненню добросусідських відносин Грузії з Азербайджаном, який в умовах невирішеної територіальної суперечки з Вірменією не хотів би зміцнення російської військової бази на її території, так і взаєминам Грузії з НАТО, адже не слід забувати, що Вірменія межує з Іраном, який входить у зону інтересів Заходу, Сполучених Штатів.
Сочинські документи також передбачають створення на місці бази в Батумі спільного російсько-грузинського антитерористичного центру. Який сенс розташовувати антитерористичний центр у Батумі? Такі центри мають розташовуватися там, де є напружена ситуація, а Аджарія в цьому сенсі радше приємний виняток на загальному тлі проблем, якими рясніє Кавказ. Антитерористичний центр на місці бази в Батумі — однозначно якийсь антинатовський проєкт. Ця база розташована на кордоні з Туреччиною, і ще з радянських часів використовувалася Москвою для стеження за Туреччиною і Чорним морем. Очевидно, Росія хоче продовжувати це робити й надалі, створюючи напружену ситуацію у взаєминах Грузії із західними партнерами. Таким чином, якщо до сочинських угод російські бази існували в Грузії під загрозою закриття, то тепер військова присутність Росії в цій країні може стати довгостроковою і юридично оформленою.
Як відомо, Грузія — це ключ до Кавказу і Чорноморського регіону, тож Росія за жодних обставин не може добровільно відмовитися від контролю над цією країною. Упродовж 2006 р. Росія, що не хоче миритися з євроатлантичним курсом Грузії, послідовно здійснювала економічний і політичний тиск на Грузію, зокрема ввела спочатку заборону на імпорт з Грузії вин і мінеральної води, а в жовтні 2006 р. оголосила, по суті, економічну і транспортну блокаду Грузії. Виходячи з того, що на російський ринок припадає понад 15 % зовнішньоекономічного обороту Грузії, причому поставки грузинських товарів у Росію на дві третини складаються з вина (40 %), спиртних напоїв (11 %) і мінеральної води (18 %), офіційна Москва фактично закрила для Грузії головний ринок збуту її товарів.
Іншим знаряддям економічного тиску Кремля є продаж російським «Газпромом» з 1 січня 2007 р. природного газу за ринковою ціною (в останні роки Грузія імпортувала з Росії близько 1,3 млрд куб. м. газу щорічно), що розглядається грузинським керівництвом як відкритий шантаж, мета якого є очевидною. Грузинський уряд ледь не продав на початку 2005 р. свій магістральний газопровід РАО «Газпром», однак після того, як у ході візиту до США президента Грузії у вересні 2005 р. було підписано грузинсько-американський договір у межах програми «Виклик тисячоліття», за умовами якого США виділили 49 мли дол. на реабілітацію газопроводу, про його продаж уже не йдеться. Між іншим, ця угода, згідно з якою офіційний Тбілісі у найближчі п'ять років має отримати 295 мли дол. американської допомоги для розвитку економіки країни, є найзначнішим проєктом економічної допомоги, запропонований Грузії з часу здобуття нею незалежності.
Відверта прозахідна політика офіційного Тбілісі розв'язала руки Кремлю на Південному Кавказі, передусім у стосунках з Абхазією та Південною Осетією. Росія вже не приховує, що в грузинсько-осетинському і грузинсько-абхазькому конфліктах вона бере участь не як миротворець, а як зацікавлена сторона і цілеспрямовано підтримує сепаратистські рухи в цих двох грузинських регіонах. Жителям невизнаних республік масово видають російські паспорти, унаслідок чого переважна більшість населення (понад 90 % у Південній Осетії і 80 % в Абхазії) сьогодні має російське громадянство.
Головною причиною підтримки сепаратистських режимів на території Грузії стало не лише прагнення РФ будь-що утримати Південний Кавказ у сфері свого впливу, але й потреба Росії в тому, щоб Абхазія й Південна Осетія стали буферними зонами між нею і розширюваним Північноатлантичним альянсом. Після російсько-грузинської війни 8-12 серпня 2008 р. і визнання Росією незалежності Південної Осетії та Абхазії, Москва досягла цієї мети. А ще в Кремлі вважають, що втрата територіальної цілісності Грузії завадить їй вступити до НАТО
Однак така політика Росії на Кавказі в перспективі може обернутися для неї самої стратегічною поразкою. Перший крок на шляху вступу Грузії в Організацію північноатлантичного договору вже оформлений і реалізується. Це індивідуальна програма партнерства. Наступним кроком має стати запрошення приєднатися до Плану дій щодо членства в НАТО. У перспективі Грузія має стати повноправним членом НАТО, принаймні гарантії щодо майбутнього вступу країни до НАТО надані їй (разом з Україною) членами альянсу на Бухарестському саміті в квітні 2008 р.

## Відносини Грузії з НАТО
Про активізацію співробітництва Грузії з НАТО засвідчує низка документів. Підписано угоду про транзит військ та вантажів НАТО територією Грузії, яка створює підґрунтя для транспортування територією Грузії вантажів, необхідних для підтримки військ НАТО і міжнародних сил безпеки в Афганістані. Ухвалено рішення про збільшення грузинського військового контингенту в Іраку, який виконує завдання з охорони об'єктів та патрулювання населених пунктів. У серпні 2003 — лютому 2004 рр. в Іраку несли службу 70 грузинських військових, згодом контингент було збільшено на 550 солдат. Також Грузія веде переговори з НАТО щодо можливості проведення спостерігачами від Альянсу моніторингу російсько-грузинського кордону. У свою чергу НАТО приділяє особливу увагу Південному Кавказу, про що свідчать рішення Стамбульського саміту 1999 р. про те, що безпека Південного Кавказу — складова євроатлантичної архітектури безпеки, і заява генерального секретаря НАТО про будівництво «трьох мостів» — у Середземномор'ї, на Кавказі та в Центральній Азії. Альянс уважає Південний Кавказ важливим «мостом», що з'єднує НАТО із Близьким Сходом. Європейський Союз визначає цей регіон як "південно-східний фланг Європи та НАТО". У стратегічний оцінці вище військове керівництво США та НАТО вважає Кавказ одним з найважливіших регіонів світу, позаяк кавказький повітряний коридор відіграв важливу роль у комунікації між коаліційними збройними силами в Афганістані та американськими базами в Європі.

## Відносини між Грузією та Україною
Стратегічним партнером Грузії вже традиційно вважається Україна, відповідно Грузія є найперспективнішим партнером України у Закавказзі, який підтримує її інтереси в усьому Чорноморському регіоні. Через територію Грузії проходять стратегічно важливі для України транспортні комунікації. Взаємини між Україною та Грузією ґрунтуються на Договорі про дружбу, співробітництво та взаємну допомогу (квітень 1994 р.), який російські політики розцінили як один із серйозних кроків до встановлення горизонтальних зв'язків між пострадянськими країнами.

## Відносини між Грузією та Туреччиною
Щодо грузинсько-турецьких відносин, то попри їх динамічний розвиток, залишається невирішеним питання повернення турків-месхетинців до Грузії. їх спільнота склалась у XVII ст. у результаті прийняття грузинами ісламу і турецької імміграції до Месхетії внаслідок османської окупації району. Рятуючись від комуністичних репресій і сталінської депортації 1944 р. частина турків-месхетинців опинилася в Туреччині. У 1996 р. Е. Шеварднадзе зобов'язався сприяти поверненню цього народу на його історичні землі за десять років. Утім, майже нічого не було зроблено в цьому напрямку. Проблема полягає і в заселенні території, де колись мешкали турки-месхетинці, вірменами, що стає додатковим пунктом турецько-вірменського протистояння.
Невирішеність проблеми повернення турків-месхетинців не завадила офіційній Анкарі збудувати за політичної та фінансової підтримки західних держав, насамперед США, нафтовий трубопровід Баку-Тбілісі-Джейхан для транспортування каспійської нафти з Азербайджану через Грузію до Середземномор'я. Нафтогін уведено в експлуатацію 13 липня 2006 р. Росія вважає цей маршрут політичним проєктом, оскільки таким чином вона втрачає контроль над Каспієм та монополію на експортування нафти з моря (про своє прагнення приєднатись до поставок цим трубопроводом заявив і Казахстан). Однак Азербайджан і Грузія поставили на перший план економічний зиск, а не лояльність Москві, що остання розцінила як акт непокори.
Серед іншого, занепокоєння Анкари викликало загострення і так непростої ситуації в Грузії, конкретніше — в Абхазії і Аджарії, після зміни влади в країни наприкінці 2003 р. Певний час навіть ішлося про введення до Грузії турецьких миротворців, але від ідеї відмовились. Офіційно причиною цього називають ресурсів Туреччини, але логічніше було б списати нереалізовані плани на небажання зіпсувати відносини з Росією.

## Членство в міжнародних організаціях
Грузія є член низки міжнародних організацій, у тому числі ООН (з 1992 р.), Чорноморського економічного співробітництва, Північноатлантичної ради з співробітництва, Міжнародного валютного фонду, Ради Європи, від 1999 р. Грузія є членом ВТО. Упродовж 1990-х рр. Грузія підписала договори про дружбу і співробітництво з Азербайджаном, Вірменією, Іраном, Туреччиною та Україною, особливі відносини встановлено з Німеччиною та США.
Наприкінці листопада 2024 року, за повідомленням Ехо Кавказу, Грузія відмовилася від переговорів щодо вступу в Європейський Союз до 2028 року, — про це заявив прем'єр-міністр Грузії Іраклі Кобахідзе.